# نووگوسوو
نووگوسوو (به لاتین: Novogusevo) یک منطقهٔ مسکونی در روسیه است که در باشقیرستان واقع شده‌است.